# Charles Gibson (Journalist)

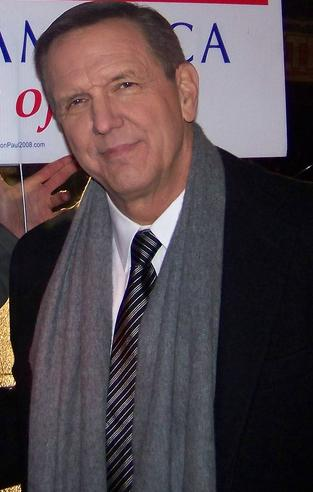
Charles Gibson, 2008

Charles Gibson (* 9. März 1943 in Evanston, Illinois) ist ein US-amerikanischer Journalist und ehemaliger Nachrichtensprecher.

## Leben
Gibson studierte an der Princeton University. Er war langjähriger Moderator der Nachrichtensendung Good Morning America. Im Jahr 2006 wechselte er zu den ABC World News. Gibson ist verheiratet und hat zwei Kinder.